# Kansas City Royals
Kansas City Royals – drużyna baseballowa grająca w dywizji centralnej American League, ma siedzibę w Kansas City w stanie Missouri.

## Historia

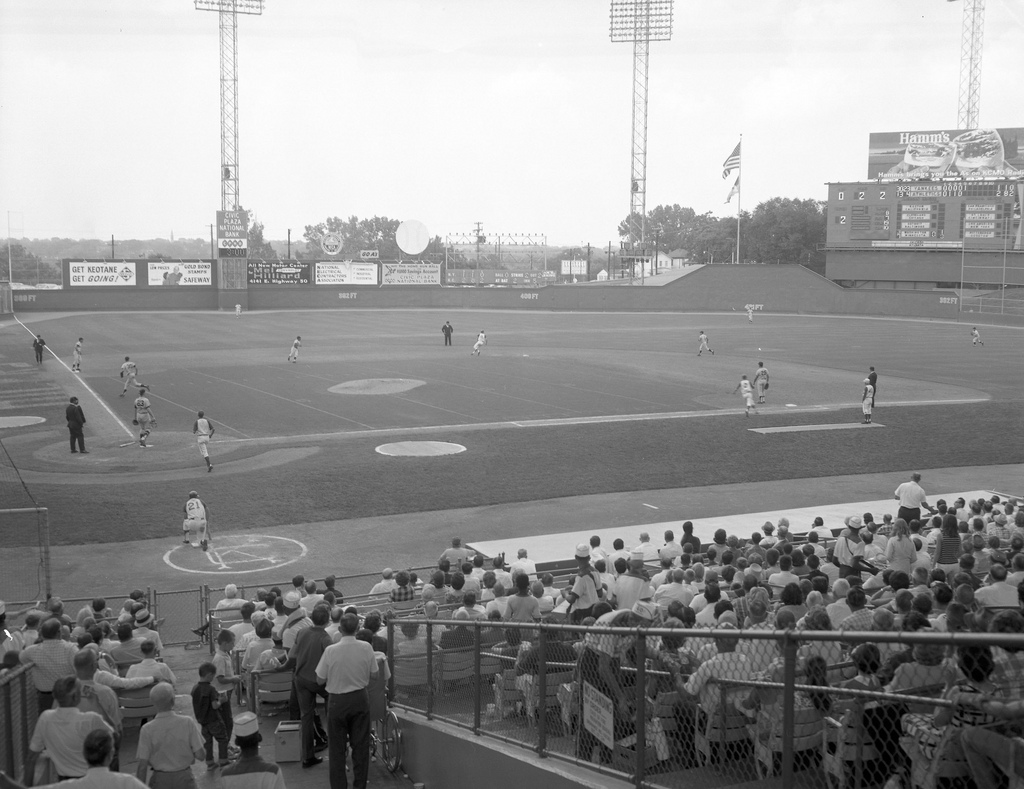
Municipal Stadium.

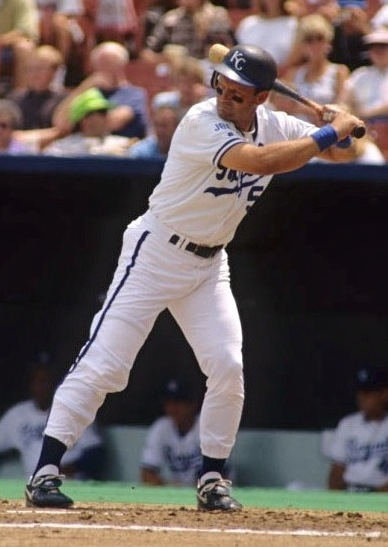
Członek Galerii Sław Baseballu George Brett występował w Kansas City Royals przez 21 sezonów (1973-1993).

Klub założono w 1969 roku po tym, jak dwa lata wcześniej zespół Kansas City Athletics przeniósł siedzibę do Oakland. Pierwszy mecz Royals rozegrali 8 kwietnia 1969 na Municipal Stadium przeciwko Minnesota Twins. W 1973 ukończono budowę nowego stadionu Royals Stadium, której koszt wyniósł 43 miliony dolarów. Cztery lata później Royals po raz pierwszy uzyskali awans do American League Championship Series, zaś w 1980 do World Series, w których ulegli Philadelphia Phillies 2–4.
W sezonie 1985 zespół zdobył mistrzowski tytuł, po pokonaniu w World Series St. Louis Cardinals 4–3. W 2014 Royals po raz pierwszy od 29 lat uzyskali awans do postseason, zaś rok później po raz pierwszy od 1985 zdobyli tytuł World Series.

## Sukcesy
| Tytuł                               | Liczba | Rok                                |
| ----------------------------------- | ------ | ---------------------------------- |
| World Series                        | 2      | 1985, 2015                         |
| American League Championship Series | 4      | 1980, 1985, 2014, 2015             |
| American League West Division       | 6      | 1976, 1977, 1978, 1980, 1984, 1985 |
| American League Central Division    | 1      | 2015                               |

## Zastrzeżone numery
Od 1997 numer 42 zastrzeżony jest przez całą ligę ku pamięci Jackie Robinsona, który jako pierwszy Afroamerykanin przełamał bariery rasowe w Major League Baseball.
| George Brett 3B: 1973–93 Zastrzeżony w 1994 | Dick Howser M: 1981–86 Zastrzeżony w 1987 | Frank White 2B: 1973–90 Zastrzeżony w 1995 | Jackie Robinson |